# Semagung
Semagung is een bestuurslaag in het regentschap Purworejo van de provincie Midden-Java, Indonesië. Semagung telt 1175 inwoners (volkstelling 2010).